# Bitva u ostrovů Santa Cruz
Bitva o ostrovy Santa Cruz (25.-27. října 1942), někdy označovaná jako bitva u Santa Cruz nebo třetí bitva v Šalomounově moři, v Japonsku jako bitva o jižní Pacifik (japonsky: 南太平洋海戦 Minamitaiheiyō kaisen), byla čtvrtá bitva letadlových lodí tichomořského tažení druhé světové války. Bylo to také čtvrté hlavní námořní střetnutí mezi námořnictvem Spojených států a japonským císařským námořnictvem během dlouhé a strategicky důležité kampaně na Guadalcanalu. Stejně jako v bitvách v Korálovém moři, Midway a Východních Šalomounech byly lodě těchto dvou protivníků jen zřídka na dohled nebo na dostřel. Místo toho proběhly téměř všechny útoky obou stran letadly z letadlových lodí nebo z pozemních základen.
Ve snaze vyhnat spojenecké síly z Guadalcanalu a blízkých ostrovů a ukončit patovou situaci, která panovala od září 1942, naplánovala japonská císařská armáda na 20.–25. října 1942 velkou pozemní ofenzívu na Guadalcanalu. Na podporu této ofenzívy a s nadějí na zapojení spojeneckých námořních sil, se japonské letadlové a další velké válečné lodě přesunuly do pozice poblíž jižních Šalomounových ostrovů. Z tohoto místa japonské námořní síly doufaly, že svedou bitvu a rozhodně porazí jakékoli spojenecké (především americké) námořní síly, zejména letadlové lodě, které zareagují na pozemní ofenzívu. Spojenecké námořní síly také doufaly, že se setkají s japonskými námořními silami v bitvě, se stejnými cíli prolomit patovou situaci a rozhodně porazit svého protivníka.
Japonská pozemní ofenzíva na Guadalcanalu spočívající především ve snaze dobýt Hendersonovo letiště byla již v plném proudu, když se válečné lodě a letadla dvou protivníků střetla ráno 26. října 1942, severně od ostrovů Santa Cruz. Po vzájemných leteckých útocích z letadlových lodí přišli Američané o letadlovou loď Hornet a měli těžce poškozenou letadlovou loď Enterprise, načež opustili bojiště. Japonské lodě také odpluly kvůli vysokým ztrátám letadel a jejich posádek, a navíc kvůli značnému poškození letadlové lodi Šókaku a lehké letadlové lodi Zuihó.
Bitva u Santa Cruz byla taktickým a krátkodobým strategickým vítězstvím Japonců, pokud jde o potopené a poškozené lodě a kontrolu nad moři kolem Guadalcanalu. Ovšem japonské ztráty mnoha nenahraditelných zkušených letců se ukázaly jako dlouhodobá strategická výhoda pro Spojence, jejichž ztráty posádek v bitvě byly relativně nízké a rychle nahrazované. Japonsko potřebovalo větší, rozhodnější vítězství. Skutečnost, že námořní bitva byla vyhrána těsně po prohrané pozemní bitvě, z hlediska Japonců znamenala, že příležitost využít dočasné strategické převahy záhy pominula.

## Předehra
Kolem 11. října, velká síla sestávající z letadlových lodí, bitevních lodí a jejich doprovodu opustila Truk na dlouhou cestu na podporu říjnové ofenzívy na Guadalcanalu. Ve stejný den dorazil na Guadalcanal hlavní posilový konvoj, ale síle podpůrných těžkých křižníků bylo zabráněno bombardovat Hendersonovo letiště a po bitvě u mysu Esperance se obrátily zpět. Následovaly tři těžké bombardovací mise provedené bitevními loděmi a těžkými křižníky mezi 13. a 16. říjnem (jednalo se o nejtěžší námořní útok na letiště v celé kampani), které provedla plavidla oddělená od podpůrné síly pod velením viceadmirála Nobutake Kondóa. Počínaje půlnocí 14. října další velký konvoj sestávající ze čtyř transportních lodí úspěšně vyložil většinu svého nákladu, včetně tanků a těžkého dělostřelectva. 15. října byl torpédoborec USS Meredith spatřen a potopen letadly z letadlových lodí Zuikaku a Šókaku. Dne 17. října letadlové lodě Hijó a Džunjó vyslaly své letouny k útoku na transportní lodě u mysu Lunga, ale nezpůsobily žádné škody. Japonské letadlové lodě pak zůstaly ve vodách severně od Guadalcanalu až do konce bitvy u ostrovů Santa Cruz a poté se na konci října vrátily na Truk. Nedávno do služby uvedená letadlová loď Hijó byla původně součástí floty, ale požár v generátorovně 21. října ji donutil vrátit se zpět na Truk k opravám. 25. října šest bombardérů a 12 stíhaček z Džunjó zaútočilo na Hendersonovo letiště, ale způsobilo jen malé škody. 
Od 20. do 25. října se japonské pozemní síly na Guadalcanalu opět pokusily dobýt Hendersonovo letiště rozsáhlým útokem proti americkým liniím. Útok byl jednoznačně odražen s těžkými japonskými ztrátami. Japonci nesprávně věřili, že se jednotkám jejich armády podařilo Hendersonovo letiště dobýt. Proto vyslali ráno 25. října válečné lodě ze Shortlandu směrem na Guadalcanal, aby podpořily své pozemní síly na ostrově. Letadla z Hendersonova letiště útočila na konvoj po celý den, potopila lehký křižník Jura (za pomoci bombardérů B-17 z ostrova Espiritu Santo) a poškodila torpédoborec Akizuki.
Navzdory selhání japonské pozemní ofenzívy a ztrátě Jura, pokračoval 25. října zbytek japonského loďstva v manévrování poblíž jižních Šalamounových ostrovů v naději na zapojení spojeneckých námořních sil do bitvy. Japonské námořní síly nyní tvořily čtyři letadlové lodě (dvě velké: Šókaku a Zuikaku, jedna střední: Džunjó a jedna lehká: Zuihó)

## Japonské síly
Spojenecká kódová jména japonských letadel, která se ale začala používat až koncem roku 1942, jsou uvedena v závorce za krátkým označením
Velitelem Spojeného loďstva byl admirál Isoroku Jamamoto na vlajkové lodi Jamato na Truku. Loďstvo vyslané ke Guadalcanalu se skládalo z těchto skupin:

### Předvoj
Kontradmirál Hiroaki Abe na bitevní lodi Hiei
- 2 bitevní lodě: Hiei, Kirišima
- 3 těžké křižníky: Suzuja, Tone, Čikuma
- 1 lehký křižník: Nagara
- 7 torpédoborců: Makigumo, Kazagumo, Júgumo, Akigumo, Urakaze, Tanikaze, Isokaze

### Předsunutá skupina
Viceadmirál Nobutake Kondó na těžkém křižníku Atago
- 1 letadlová loď: Džunjó (20 stíhaček Micubiši A6M2 („Zeke“/„Zero“), 17 střemhlavých bombardérů Aiči D3A1 („Val“), 7 torpédových bombardérů Nakadžima B5N2 („Kate“))
- 2 bitevní lodě: Kongó , Haruna
- 4 těžké křižníky: Atago, Takao, Mjókó, Maja
- 1 lehký křižník: Isuzu
- 9 torpédoborců: Makinami, Naganami, Kawakaze, Suzukaze, Umikaze, Kurošio, Hajašio, Ojašio, Kageró

### Hlavní skupina
Viceadmirál Čúiči Nagumo
- 2 velké letadlové lodě: Šókaku (20 stíhaček A6M2 („Zeke/Zero“), 21 střemhlavých bombardérů D3A1 („Val“), 24 torpédových bombardérů B5N2 („Kate“)), Zuikaku (20 stíhaček A6M2 („Zeke/Zero“), 23 střemhlavých bombardérů D3A1 („Val“), 20 torpédových bombardérů B5N2 („Kate“))
- 1 lehká letadlová loď: Zuihó (20 stíhaček A6M2, 6 torpédových bombardérů B5N2 („Kate“))
- 1 těžký křižník: Kumano
- 8 torpédoborců: Hacukaze, Jukikaze, Maikaze, Hamakaze, Amacukaze, Tokicukaze, Araši, Teruzuki

## Americké síly
Vrchním velitelem v Jižním Pacifiku byl viceadmirál William Halsey.

#### TF 16
Kontradmirál Thomas C. Kinkaid na Enterprise
- 1 letadlová loď: Enterprise s Air Group 10:
  - VF-10 Grim Reapers: 34 stíhaček F4F-4 Wildcat
  - VB-10: 14 střemhlavých bombardérů SBD-3 Dauntless
  - VS-10: 20 průzkumných bombardérů SBD-3 Dauntless
  - VT-10: 9 torpédových bombardérů TBF-1 Avenger
- 1 bitevní loď: South Dakota
- 1 těžký křižník: Portland
- 1 lehký protiletadlový křižník: San Juan
- 8 torpédoborců: Porter, Mahan, Cushing, Preston, Smith, Conyngham, Shaw, Maury

#### TF 17
Kontradmirál George D. Murray na Hornetu
- 1 letadlová loď: Hornet s Hornet Air Group:
  - VF-72: 38 stíhaček F4F-4 Wildcat
  - VB-8: 15 střemhlavých bombardérů SBD-3 Dauntless
  - VS-8: 16 průzkumných bombardérů SBD-3 Dauntless
  - VT-6: 15 torpédových bombardérů TBF-1 Avenger
- 2 těžké křižníky: Northampton, Pensacola
- 2 lehké protiletadlové křižníky: San Diego, Juneau
- 4 torpédoborce: Morris, Anderson, Hughes, Mustin

## Bitva

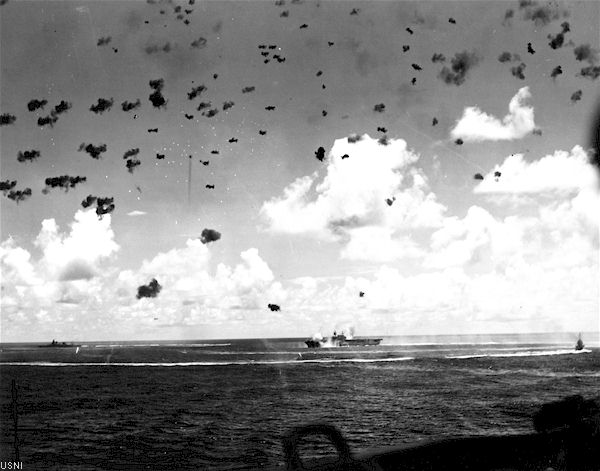
USS Enterprise během útoku japonských střemhlavých bombardérů. Celá obloha je poseta protileteckými granáty a vedle Enterprise právě explodovaly tři pumy, které loď těsně minuly

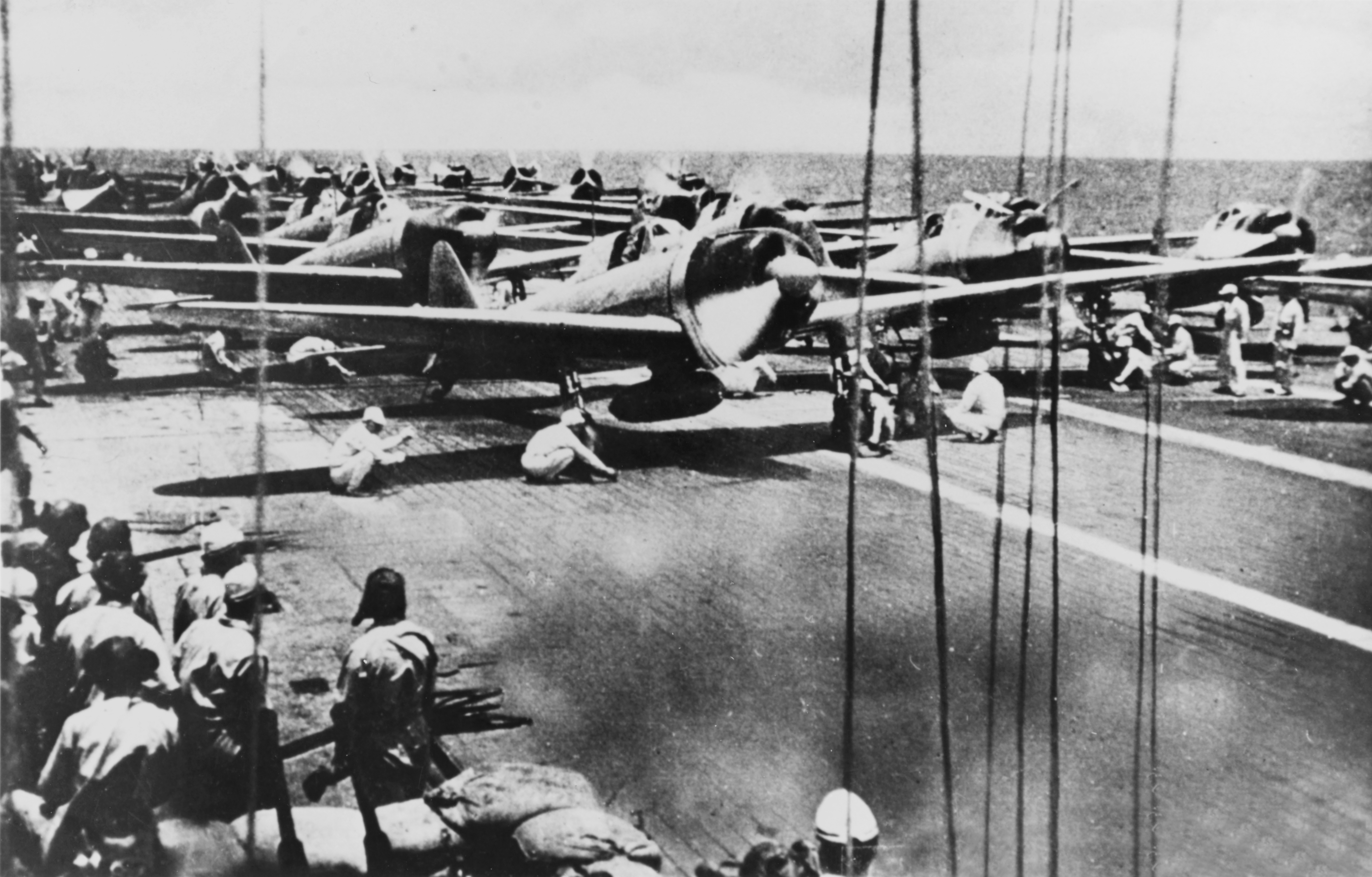
Paluba Šókaku s letouny připravenými ke startu během bitvy u Santa Cruz. První tři řady jsou stíhací A6M2

### První údery
Dva[zdroj⁠?!] průzkumné hydroplány PBY Catalina našly 26. října v 0:33[zdroj⁠?!] japonský svaz letadlových lodí a zaútočily na něj. Jedna z bomb Cataliny 91-P-3 dopadla blízko Zuikaku, a Nagumo, který útočníka neviděl, raději obrátil k severu.
V 5:00 byly obě strany od sebe vzdáleny pouhých 200 námořních mil (~ 370 km). Obě strany vyslaly průzkumné letouny a připravily svá zbývající letadla k útoku, jakmile budou lodě druhé strany lokalizovány. Zpráva o poloze japonských lodí dorazila ke Kinkaidovi na Hornetu až v 05:12. V domnění, že japonské lodě pravděpodobně během dvou hodin změnily polohu, se rozhodl odložit zahájení útoku, dokud nezíská aktuálnější informace o poloze japonských lodí.
V 06:45 americké průzkumné letadlo SBD Dauntless zahlédlo letadlové lodě Nagumova svazu. V 06:58 oznámilo japonské průzkumné letadlo polohu TF 17 soustředěné kolem Hornetu. Obě strany se předháněly, kdo jako první zaútočí na druhou. Japonci byli první a útok zahájili první vlnou čítající 64 letadel (21 střemhlavých bombardérů D3A2, 22 torpédových bombardérů B5N2, 21 stíhaček A6M2).[zdroj⁠?!] Tomuto prvnímu úderu torpédových bombardérů v 7:40 velel poručík Šigeharu Murata a formaci stíhačů vedli poručíci Ajao Širane a Sanejasu Hidaka.
V 7:40 dva americké průzkumné letouny SBD-3 Dauntless zpozorovaly japonské letadlové lodě a zaútočily na Zuihó. Vzhledem k tomu, že japonská letecká bojová hlídka byla zaneprázdněna odháněním dalších amerických průzkumných letadel, dokázala tato dvě americká letadla zasáhnout Zuihó oběma svými 500librovými (~ 226,8 kg) pumami, což způsobilo těžké škody a vyřadilo z provozu letovou palubu. Zuihó se následně stočila na sever a za doprovodu dvou torpédoborců se stáhla z bitvy. Mezitím Kondó nařídil Abeho předvoji, aby vyrazil vpřed, a pokusil se zaútočit na americké válečné lodě. Kondó naopak své skupině nařídil pomalejší tempo, aby se letadla z pomalejší Džunjó mohla připojit k útokům na americké lodě. 
V 08:10 Šókaku vyslala druhou útočnou vlnu složenou z 19 střemhlavých bombardérů a pěti stíhaček.[zdroj⁠?!] Zuikaku přidala 16 torpédových bombardérů a čtyři stíhačky v 08:40.[zdroj⁠?!] Velitelem druhého úderu byl nadporučík Mamoru Seki a stíhače vedl poručík Hideki Šingo. 
V 09:10 měli Japonci ve vzduchu 110[zdroj⁠?!] letadel na cestě k útoku na americké letadlové lodě.
Americké letouny začaly startovat asi 20 minut po japonských. V domnění, že rychlý útok je důležitější než hromadný útok, a protože jim chybělo palivo, aby strávili čas sestavováním formací před úderem, vydávaly se americké letouny k japonským lodím v malých skupinách, spíše než aby se zformovaly do jediné velké úderné síly. První skupina, vyslána z Hornetu a vedená nadporučíkem Williamem J. „Gusem“ Widhelmem, se skládala z 15 střemhlavých bombardérů Douglas SBD Dauntless, 6 torpédových bombardérů Grumman TBF-1 Avenger a 8 stíhaček Grumman F4F Wildcat. Tato byla na cestě kolem 08:00. Druhá skupina, skládající se ze tří Dauntlessů, devíti TBF (včetně velitele letecké skupiny) a osmi Wildcatů z Enterprise byla ve vzduchu v 08:10. Třetí skupina z 9 SBD, 10 TBF (včetně velitele letecké skupiny) a sedmi F4F z Hornetu byla na cestě v 08:20. 
V 08:40 se úderné formace nepřátelských letadel minuly na dohled. Devět stíhaček ze Zuihó poručíka Hidaky překvapilo a zaútočilo na skupinu Enterprise. Ta ihned zareagovala a začaly padat první výstřely. Ve výsledném střetnutí byly sestřeleny čtyři A6M, tři Wildcaty a dva TBF. Další dva TBF a jeden Wildcat byli nuceni vrátit se na Enterprise s těžkým poškozením. Zbývající Hidakovy A6M, které vyčerpaly svou munici, se z akce stáhly. Enterprise vyšla z prvního střetu beze škod.
V 08:50 zahlédla vedoucí americká útočná formace z Hornetu čtyři lodě z Abeho předvoje. Americká letadla ale pokračovala k japonským letadlovým lodím a připravovala se k útoku. Tři A6M ze Zuihó zaútočily na formace Wildcatů a odlákaly je od bombardérů, které měly chránit. Střemhlavé bombardéry z první skupiny tedy zahájily svůj útok bez stíhacího doprovodu. Dvanáct A6M ze Šókaku zaútočilo na formaci SBD, sestřelili dva (včetně Widhelmova, i když přežil) a u dalších dvou přinutily posádku vyskočit. Zbývajících 11 SBD zahájilo nálet na Šókaku v  09:27. Zasáhli ji čtyřmi pumami, zničil její letovou palubu a způsobili vážné poškození vnitřku lodi. Poslední SBD z 11 ztratilo Šókaku z dohledu a místo toho shodilo svou pumu poblíž japonského torpédoborce Teruzuki, což způsobilo menší škody. Šest TBF v první úderné vlně, které se oddělily od své skupiny, nenašlo japonské letadlové lodě vůbec a nakonec se obrátili zpět k Hornetu. Na zpáteční cestě zaútočili na japonský těžký křižník Tone, který se však všem torpédům vyhnul.
TBF druhé americké útočné formace z Enterprise nebyly schopny lokalizovat japonské letadlové lodě a místo toho zaútočily na japonský těžký křižník Suzuja od Abeho předvoje, ale nezpůsobily žádné škody. Přibližně ve stejnou dobu spatřilo devět SBD ze třetí americké útočné formace (z Hornetu) Abeho lodě a zaútočilo na těžký křižník Čikuma. Zasáhly jej dvěma 1000lb (~ 453,6 kg) pumami a způsobily těžké škody. Poté dorazily tři SBD (z Enterprise) a také zaútočily na Čikumu. Křižník zasáhla jedna puma a další dvě jen těsně minuly. Nakonec dorazilo devět TBF z třetí úderné skupiny a zaútočily na hořící Čikumu. Čikuma se po dalším zásahu za doprovodu dvou torpédoborců stáhla z bitvy a zamířila na Truk k opravám. 
Americké letadlové lodě obdržely v 08:30 zprávu od svých odlétajících úderných letadel, že k nim míří japonská letadla. V 08:52 velitel japonských úderných jednotek spatřil TF 17 s Hornetem (TF 16 s Enterprise skryl déšť) a stočil svůj letoun k útoku. V 08:55 americké letadlové lodě detekovaly blížící se japonské letadlo na radaru asi 35 námořních mil (~ 64,8 km) daleko. K posílení obrany vystartovalo 37 Wildcatů. Komunikační problémy, chyby amerických návodčích a primitivní kontrolní postupy však zabránily všem Wildcatům, kromě několika málo, aby se zapojily do útoku na přilétající Japonce předtím, než ti zaútočili na Hornet. Přestože Wildcaty dokázaly sestřelit nebo poškodit několik střemhlavých bombardérů (vedoucí formace poručík Sadamu Takahaši musel kvůli poškození přerušit nálet), většina japonských letadel zahájila své útoky relativně nerušeně.

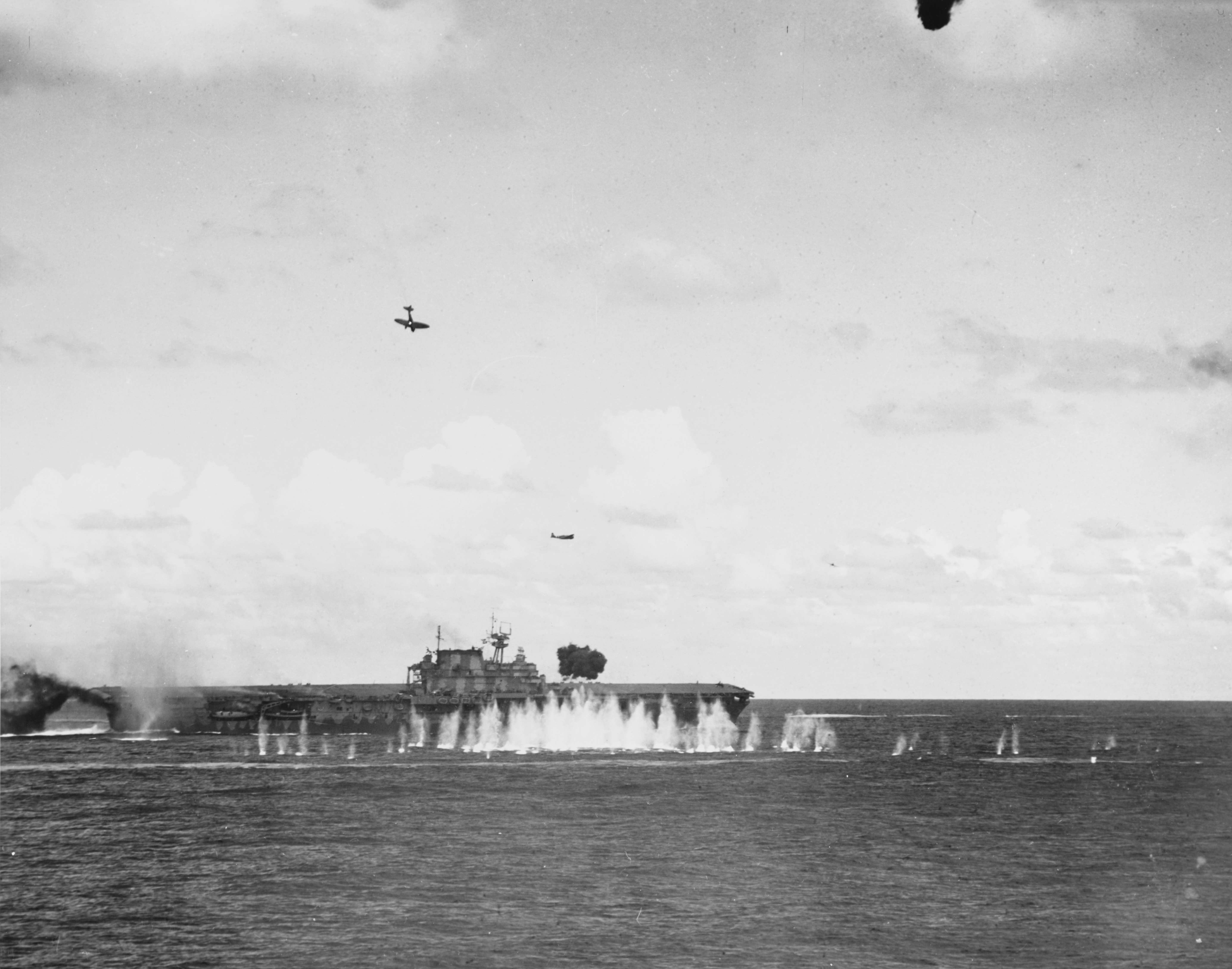
TF 16 v 9:14 ráno 26. října 1942: Hornet během prvního útoku japonských letadel. Na letadlovou loď se řítí japonský střemhlavý bombardér Aiči D3A1, který o pár okamžiků později zasáhne lodní ostrov a letovou palubu. Nad letadlovou lodí přelétává torpédový bombardér Nakadžima B5N2, který již odhodil svoje torpédo

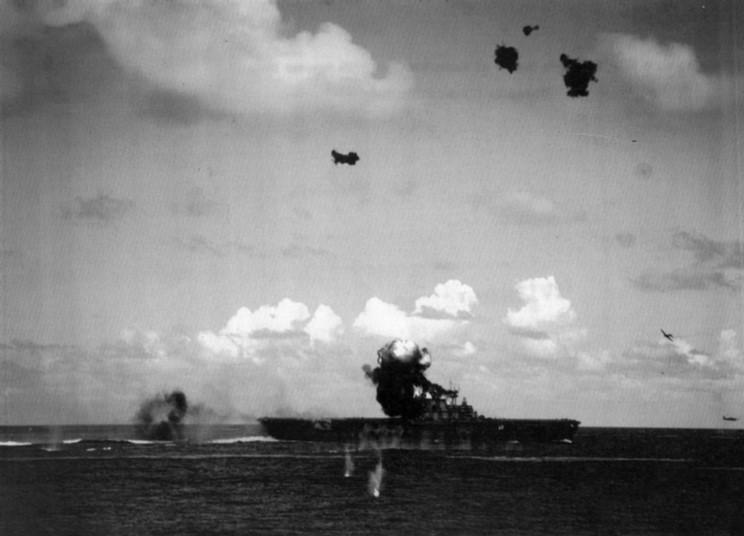
…o několik sekund později naráží D3A1 do přední části komína a dopadá na letovou palubu

V 09:09 zahájila protiletadlová děla Hornetu a jeho doprovodu palbu, když 20 nedotčených japonských torpédových bombardérů a zbývajících 16 střemhlavých bombardérů zahájilo útok na letadlovou loď. V 09:12 shodil střemhlavý bombardér svou 250kg poloprůbojnou pumu, která zasáhla střed letové paluby Hornetu na úrovni můstku, pronikla třemi palubami a její exploze zabila 60 mužů. O chvíli později zasáhla letovou palubu 242kg tříštivo‑trhavá puma, která při dopadu vybuchla a vytvořila díru o průměru 3,4 m a zabila 30 mužů. O minutu později zasáhla Hornet třetí puma, která dopadla blízko místa, kde zasáhla první bomba, pronikla třemi palubami než explodovala a způsobila vážné poškození, ale žádné ztráty na životech. V 09:14 byl protiletadlovou palbou poškozen střemhlavý bombardér praporčíka Šigejuki Satóa a ten svůj poškozený stroj navedl na Hornet. Zasáhl komín a dopadl na palubu, kde zabil sedm mužů a rozlil vznícené letecké palivo po letové palubě.
Ve stejnou dobu, kdy střemhlavé bombardéry útočily na Hornet, dalších 20 torpédových bombardérů se k Hornetu blížilo ze dvou různých směrů. Navzdory těžkým ztrátám způsobených protiletadlovou palbou, té padl za oběť i poručík Murata, torpédové letouny mezi 09:13 a 09:17 zasáhli Hornet dvěma torpédy. Zásah vyřadil strojovnu, došlo k výpadku elektrické energie a spojení a Hornet se zastavil s náklonem 8 stupňů na pravobok. Na závěr tohoto 10 minut trvajícího útoku do boku lodi úmyslně narazil japonský bombardér a vypukl další požár poblíž hlavních zásob leteckého paliva. V 09:20 přeživší japonské letouny odletěly a zanechaly stojící Hornet v plamenech. Při tomto útoku bylo zničeno 25 japonských a šest amerických letadel, včetně 12 střemhlavých bombardérů, deseti torpédových letadel a nejméně jednoho A6M.
Za asistence požárních hadic tří doprovodných torpédoborců byly požáry na Hornetu pod kontrolou do 10:00. Zraněný personál byl z Hornetu evakuován na těžký křižník Northampton pod velením kapitána Willarda A. Kittse a křižník se poté pokusil Hornet odtáhnout pryč z bojové oblasti. Úsilí vystrojit vlečné lano však nějakou dobu trvalo a stále přilétaly další útočné vlny japonských letadel.

### Akce po prvních náletech

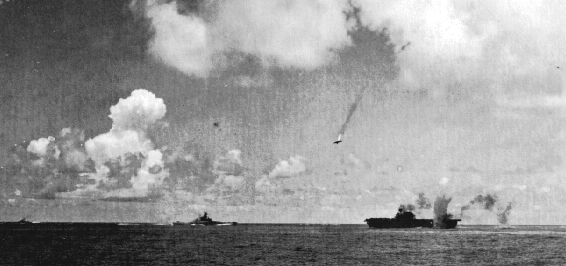
Japonský střemhlavý bombardér D3A1 je sestřelen během útoku na Enterprise, která hoří po předchozích náletech. Vlevo bitevní loď South Dakota

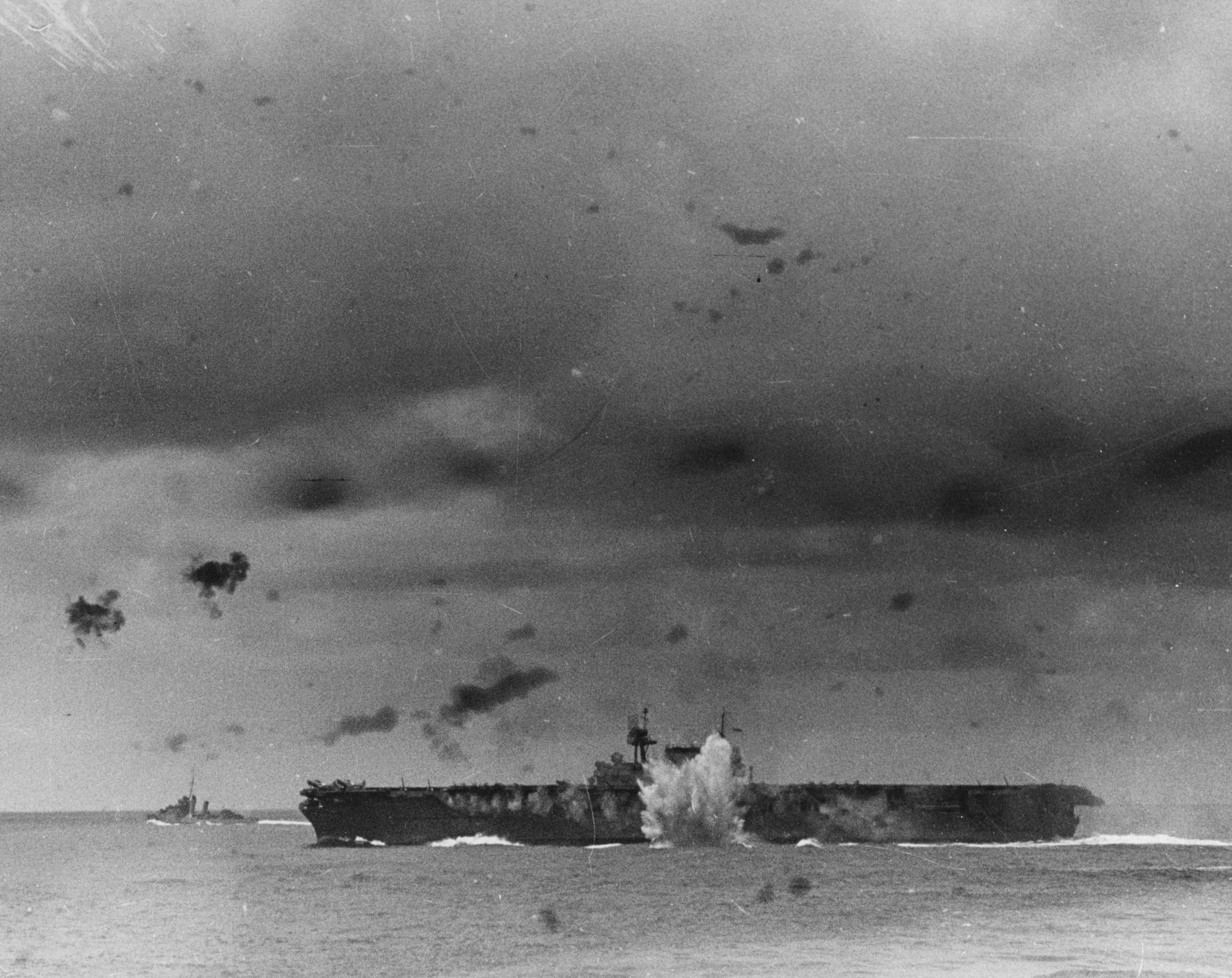
Jedna z pum exploduje u levoboku Enterprise. V pozadí manévruje jeden z doprovodných torpédoborců

Počínaje 09:30 na Enterprise začalo přistávat několik vyčerpaných a poškozených Wildcatů a první vracející se průzkumná letadla z obou letadlových lodí. Enterprise ukončila přistávací operace v 10:00 s plnou letovou palubou a další vlnou přilétajících japonských letadel detekovanou radarem v 09:30. Ostatní letadla s vyčerpaným palivem pak musela nouzově přistát na hladině a doprovodné torpédoborce zachraňovaly jejich posádky. Předchozím útokem A6M ze Zuihó poškozený TBF z Enterprise se pokusil nouzově přistát na hladinu poblíž torpédoborce Porter, avšak jeho torpédo se pravděpodobně uvolnilo a torpédoborec těžce poškodilo a zabilo 15 členů posádky. Kinkaid nařídil torpédoborec potopit. Posádku převzal torpédoborec Shaw, který poté střelbou potopil torpédem zmrzačený Porter.
Když se japonská první vlna po útoku na Hornet začala vracet ke svým letadlovým lodím, jeden z nich si všiml operační skupiny Enterprise, která nyní vyplula ven z bouře, a ohlásil její polohu. Druhá úderná vlna japonských letadel, která věřila, že se Hornet potápí, nasměrovala své útoky na Enterprise, počínaje 10:08. Americké Wildcaty měly opět problém zachytit japonská letadla před tím, než zaútočila na Enterprise. Sestřelily pouze 2 z 19 střemhlavých bombardérů, předtím, než tyto přešly do střemhlavého náletu – a to i přes intenzivní protiletadlovou palbu z Enterprise a jejího doprovodu. Sekiho divize zaútočila jako první, ale nezaznamenala žádný zásah. Dále zaútočila divize vedená poručíkem Keiiči Arimou, která zasáhla Enterprise dvěma 250kg průraznými pumami, kdy první shodil pilot Arimy a druhou poddůstojník Kijoto Furuta. Tyto dvě pumy zabily 44 mužů, 75 zranily a způsobily těžké poškození letadlové lodě, včetně zaseknutí jejího předního výtahu v poloze „nahoře“. Při tomto útoku však bylo ztraceno deset z devatenácti japonských bombardérů, včetně Sekiho, a další dva byly donuceny nouzově přistát.
O dvacet minut později dorazilo 16 torpédových letadel ze Zuikaku a před útokem na Enterprise se rozdělili. Jedna skupina torpédových bombardérů byla napadena dvěma Wildcaty, které tři z nich sestřelily a čtvrtý poškodily. Hořící čtvrté poškozené letadlo úmyslně narazilo do torpédoborce Smith, zapálilo loď a zabilo 57 členů její posádky. Torpédo, nesené tímto letounem, vybuchlo krátce po dopadu a způsobilo další škody. Požáry se zpočátku zdály mimo kontrolu, dokud Smithův kapitán nenařídil navést loď do velké brázdy za bitevní lodí South Dakota, která pomohla požáry uhasit. Smith pak pokračoval na svou pozici a pálil ze zbývajících protiletadlových děl na torpédové letouny.

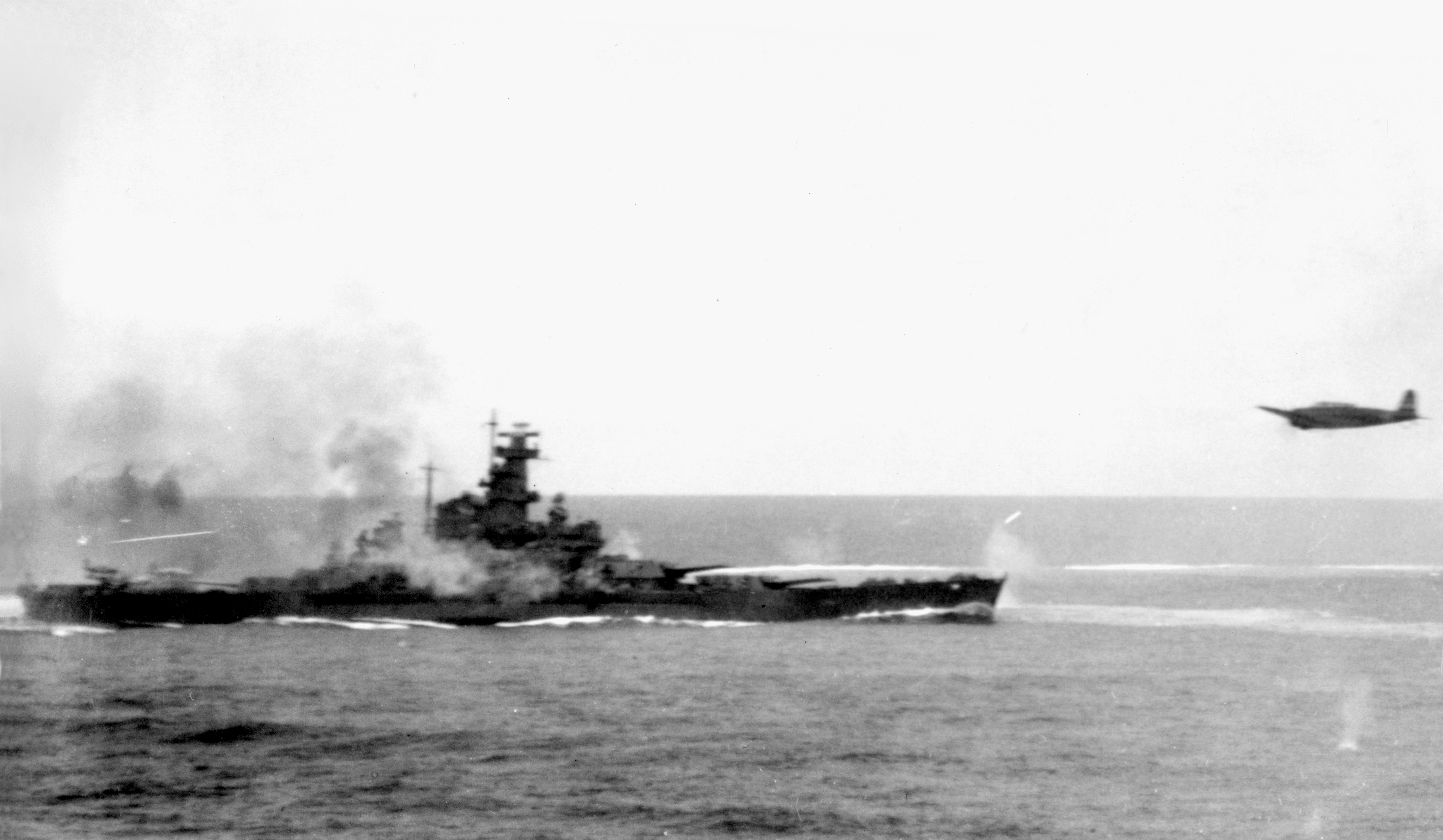
Torpédový bombardér B5N2 útočí na bitevní loď South Dakota

Zbývající torpédové letouny zaútočily na Enterprise, South Dakotu a křižník Portland, ale všechna jejich torpéda minula nebo selhala a nezpůsobila žádnou škodu. Útoky skončily v 10:53 a bylo při nich ztraceno 9 ze 16 torpédových letadel. Po potlačení většiny požárů na palubě v 11:15 Enterprise znovu obnovila provoz na své letové palubě, aby mohla začít přistávat letadla, vracející se z ranních úderů na japonské válečné lodě. Avšak jen několik letadel přistálo, než dorazila další vlna japonských úderných letadel a zahájila další útoky na Enterprise, což si vynutilo pozastavení přistávacích operací. 
V 11:21 přiletěla další japonská vlna 29 letounů, tentokrát z Džunjó. Podařilo se jim zasáhnout jednou pumou křižník San Juan.
Odpoledne Japonci reorganizovali svoje síly. Šókaku i s Nagumem na palubě se připojila k Zuihó a ustupovaly na sever. Kondó nařídil Abemu, aby se k němu připojil s cílem pokusit se napadnout americké lodě. Kondó nařídil Džunjó, aby se s doprovodem dvou torpédoborců také připojila k Zuikaku.
V 11:35, když byl Hornet vyřazen z boje a Enterprise těžce poškozena, Američané předpokládali, že Japonci mají v oblasti ještě jednu nebo dvě nepoškozené letadlové lodě. Proto se Kinkaid rozhodl stáhnout Enterprise a její doprovod z bitvy. Kinkaid nechal Hornet za sebou a nařídil TF 17, aby ustoupila, jakmile to bude možné. Během ústupu, mezi 11:39 a 13:22, přistálo na  Enterprise 57 ze 73 letadel, která ještě byla ve vzduchu. Zbývající americká letadla zmizela v oceánu a jejich posádky byly zachráněny doprovodnými válečnými loděmi. 
Mezi 11:40 a 14:00 přistály vracející se japonské letouny na zbývajících dvou nepoškozených letadlových lodích Zuikaku a Džunjó a ty je začaly připravovat k dalšímu úderu. Teď se ukázal rozsah ztrát, které japonská letadla utrpěly během útoků na TF 16 a TF 17. Poručík–komandér Masatake Okumija, štábní důstojník na Džunjó, popsal návrat prvních úderných skupin z náletu:
Se strachem jsme prohledávali oblohu. Ve vzduchu bylo jen pár letadel ve srovnání s počtem, který odstartoval před několika hodinami… Letouny se s šokovanými piloty kymácely na přistávací palubu, každá jednotlivá stíhačka i bombardér nesl stopy po kulkách a střepinách… Zatímco piloti vyčerpaně vylézali ze svých stísněných kokpitů, vyprávěli o neuvěřitelném odporu nepřátel, o obloze přehlcené explozemi protileteckých granátů a stopovkách.
Pouze jeden z velitelů bombardérů na Džunjó se vrátil z prvního úderu a po přistání vypadal „tak otřesený, že nemohl mluvit souvisle“. 
Ve 13:00 válečné lodě Kondóova svazu a Abeho předvoje zvýšily rychlost a společně zamířily přímo k poslední hlášené pozici amerických letadlových lodí, aby se dostaly na dostřel svých děl. Poškozené lodě Zuihó a Šókaku (stále s Nagumem na palubě) ustoupily z bojové oblasti a nechaly letecké síly Zuikaku a Džunjó pod velením kontradmirála Kakudži Kakuty. Ve 13:06 vyslala Džunjó svůj druhý úder sedmi torpédových letadel vedených poručíkem Jošiaki Irikiinem, které doprovázelo osm A6M2 vedených poručíkem Širanem. Zároveň Zuikaku vyslala svůj třetí úder sedmi torpédových letadel, dvou střemhlavých bombardérů a pěti A6M pod velením poručíka Ičiró Tanaky. Většina torpédových letounů byla vyzbrojena 800kg protipancéřovou pumou.

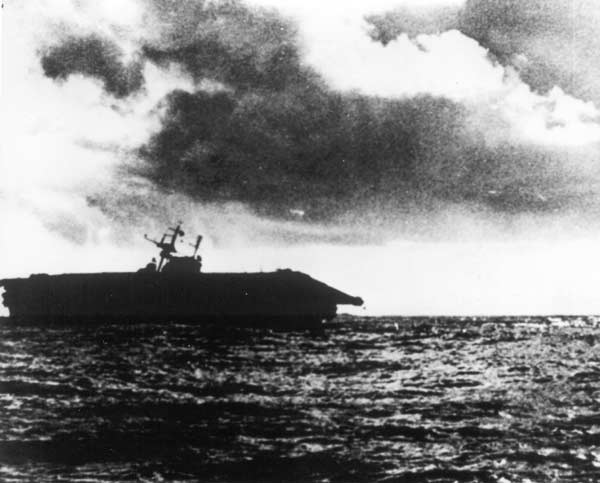
Opuštěný, potápějící se Hornet

Po několika technických problémech začal Northampton konečně ve 14:45 pomalu odtahovat Hornet z bojové oblasti rychlostí pouhých pěti uzlů (9,3 km/h). Posádce Hornetu se částečně podařilo obnovit dodávku elektrické energie, ale v 15:20 dorazil druhý úder z Džunjó a sedm B5N2 zaútočilo na téměř nehybnou letadlovou loď. V 15:23 loď zasáhlo jedno torpédo přímo doprostřed trupu, což se ukázalo jako smrtelná rána. Zadní strojovna byla zaplavena a opět vypadl proud. Bez energie k odčerpání vody, byl Hornet pokládán za ztracený a posádka opustila loď. Třetí úder ze Zuikaku zaútočil během evakuace posádky, kde bombardéry B5N zasáhly potápějící se loď jednou 800kg pumou. Evakuace byla dokončena v 16:27. Během posledního japonského útoku toho dne shodil střemhlavý bombardér ze třetí vlny z Džunjó v 17:20 na potápějící se letadlovou loď ještě jednu 250kg průbojnou pumu. 
Poté, co byl viceadmirál Halsey informován, že se blíží Abeho předvoj, a že další odtahové snahy jsou neproveditelné, nařídil Hornet potopit. Zatímco zbytek amerických válečných lodí odplul směrem na jihovýchod, aby se dostal z dosahu blížící se japonské floty, torpédoborce Mustin a Anderson se pokusily potopit Hornet několika torpédy a více než 400 granáty, ale ten i nadále zůstal na hladině. S blížícími se japonskými námořními silami, které byly vzdáleny pouhých 20 minut, opustily oba americké torpédoborce ve 20:40 hořící vrak Hornetu. Ve 22:20 dorazil zbytek válečných lodí Kondóovi a Abeho skupiny a torpédoborce Makigumo a Akigumo Hornet dorazily čtyřmi 610mm torpédy. V 01:35 dne 27. října 1942 se Hornet konečně potopil, přibližně na 08°38′ jižní šířky 166°43′ východní délky. Při nočních útocích Catalin na Džunjó a Teruzuki Japonci zjistily skutečný náskok amerických lodí při ústupu z oblasti a navíc kritická situace s palivem zjevně způsobila, že následně přehodnotili další pronásledování amerických válečných lodí. Po doplnění paliva se japonské lodě 30. října vrátily na Truk. Během amerického stahování z oblasti bitvy směrem k Espiritu Santo a Nové Kaledonii, bitevní loď South Dakota podnikla úhybný manévr kvůli japonské ponorce a srazila se s torpédoborcem Mahan, který těžce poškodila.

## Závěr
Obě strany si nárokovaly vítězství. Američané uvedli, že dvě letadlové lodě třídy Šókaku byly zasaženy pumami a vyřazeny. Kinkaidovo shrnutí poškození Japonců zahrnovalo zásahy bitevní lodi, tří těžkých křižníků a jednoho lehkého křižníku a možné zásahy dalšího těžkého křižníku. Ve skutečnosti byly Šókaku, Zuihó a Čikuma jediné lodě zasažené během bitvy a ani jedna z nich se nepotopila. Japonci tvrdili, že potopili tři americké letadlové lodě, jednu bitevní loď, jeden křižník, jeden torpédoborec a jednu „neidentifikovanou velkou válečnou loď“. Skutečné americké ztráty zahrnovaly potopenou letadlovou loď Hornet a torpédoborec Porter, poškození Enterprise, lehkého křižníku San Juan, torpédoborce Smith a bitevní lodi South Dakota.
Při prostém srovnání potopených lodí přinesla bitva taktické vítězství pro Japonsko, ale cena byla vysoká. Obě poškozené letadlové lodě musely odplout do Japonska k rozsáhlým opravám. Zuihó se vrátila na Truk koncem ledna 1943. Šókaku byla opravována do března 1943 a do služby se vrátila až v červenci 1943. Tou dobou už do služby přicházely nové americké letadlové lodě.
Mnohem horší byly ztráty na leteckém personálu. Zatímco Američané ztratili 26 letců, Japonci jich ztratili 148, včetně mnoha zkušených velitelů. Lidské ztráty činily 49 % u posádek torpédových bombardérů, 39 % u střemhlavých bombardérů a 20 % u stíhacích pilotů. Tyto ztráty byly vyšší než v předchozích bitvách v Korálovém moři (90), u Midway (110) a Východních Šalomounů (61). Po bitvě u Santa Cruz bylo mrtvých přinejmenším 409 z 765 elitních japonských námořních letců, kteří se zúčastnili útoku na Pearl Harbor. Japonské ztráty byly takové, že dvě nepoškozené letadlové lodě se také musely vrátit do Japonska, protože jejich letecké jednotky byly zdecimovány. Admirál Nagumo byl zbaven velení a přeložen. Po bitvě prohlásil: „Tato bitva byla taktickým vítězstvím, ale těžkou strategickou porážkou pro Japonsko. Vzhledem k protivníkově velké převaze v průmyslové kapacitě musíme každou bitvu drtivě vyhrát. Bohužel, toto nebylo drtivé vítězství.“
Ztráta Hornetu byla pro Spojence těžkou ranou. V celém Pacifiku zůstaly jedinými bojeschopnými spojeneckými letadlovými loděmi pouze Enterprise a Saratoga. Enterprise prošla dočasnou opravou na Nové Kaledonii, a přestože nebyla plně opravená, vrátila se do oblasti jižních Šalamounů už o dva týdny později, aby podpořila spojenecké síly během námořní bitvy o Guadalcanal. Tam sehrála důležitou roli v tom, co se ukázalo jako rozhodující námořní střetnutí v celkové bitvě o Guadalcanal, když její letouny potopily několik japonských válečných lodí a transportních jednotek během námořních potyček kolem Hendersonova letiště.